# Fritz Moser (Bibliothekar)
Fritz Moser (* 18. Januar 1908 in Berlin; † 21. November 1988 in Bad Krozingen) war ein deutscher Bibliothekar.

## Wirken
Fritz Moser studierte Germanistik, Theaterwissenschaft, Kunstgeschichte und Philosophie an der Universität Berlin und promovierte dort 1940. Wegen der Rassegesetze des Dritten Reiches war er von der beruflichen Arbeit im Kulturbereich ausgeschlossen. Seit 1946 war er Leiter des Amtes Schrifttum beim Magistrat von Groß-Berlin bzw. Leiter des Dezernats Literatur und Bibliothekswesen beim Senator für Volksbildung sowie nebenamtlicher Dozent am Institut für Bibliotheksausbildung. Seit 1952 war er am Aufbau der Amerika-Gedenkbibliothek in Berlin (Öffentliche Zentralbibliothek mit großem Freihandbereich) tätig und wurde 1954 ihr erster Direktor. Dieses Amt bekleidete er bis zu seinem Eintritt in den Ruhestand 1973.
Im Jahre 1975 wurde ihm das Bundesverdienstkreuz verliehen.

## Schriften
- Die Anfänge des Hof- und Gesellschaftstheaters in Deutschland (= Theater und Drama, Bd. 16). Elsner Verlagsgesellschaft, Berlin 1940 (Dissertation Universität Berlin).
- (Hrsg.): Goethe in Berlin. Wedding-Verlag, Berlin 1949.
- (Hrsg.): Luftbrücke Berlin. Arani-Verlag, Berlin 1949.
- Berliner Volksbüchereien. In: Bücherei und Bildung, Bd. 3 (1951), S. 249–257.
- Bau und Organisation der neuen Berliner Zentralbibliothek. In: Bücherei und Bildung, Bd. 5 (1953), S. 674–679.
- Amerika-Gedenkbibliothek, Berliner Zentralbibliothek. Zur Eröffnung am 17. September 1954. Berlin 1954.
- Die Berliner Gedenkbibliothek. In: Bauwelt, Jg. 46 (1955), H. 8, S. 141–149 (mit zahlreichen Fotos).
- Die Amerika-Gedenkbibliothek als Idee und Erfahrung. Berlin 1956.
- Die Amerika-Gedenkbibliothek Berlin. Entstehung, Gestalt und Wirken einer öffentlichen Zentralbibliothek (= Beiträge zum Buch- und Bibliothekswesen, Bd. 13). Harrassowitz, Wiesbaden 1964.
- Zehn Jahre Amerika-Gedenkbibliothek. Berliner Zentralbibliothek 17. September 1964. Ein Denkmal freiheitlichen Geistes. Hartmann, Berlin 1965.
- Rückblickend auf die Anfänge. (Auch eine Kritik). In: Peter K. Liebenow (Hrsg.): 25 Jahre Amerika-Gedenkbibliothek, Berliner Zentralbibliothek. Saur, München 1979, S. 35–70, ISBN 3-598-10194-5.